# 昼食 (ベラスケスの絵画)
『昼食』（ちゅうしょく、露: Завтрак, 英: The Lunch）は、スペインのバロック絵画の巨匠ディエゴ・ベラスケスがキャンバス上に油彩で制作した絵画である。『3人の音楽家』 (ベルリン絵画館) 、『農民の昼食 (ブダペスト国立西洋美術館) とともにベラスケスによる最初期の「ボデゴン」 (厨房画) の1つで、彼の修行期の終わりの1617年、あるいは1618年の初めに描かれた。現在、サンクトペテルブルクのエルミタージュ美術館に所蔵されている。

## 背景
本作はボデゴンとして分類される絵画である。ボデゴンとは、人物と静物を厨房や台所の場で描いた写実主義的な風俗画 (純粋な静物画を指すこともある) である。17世紀初頭のスペインに新たに登場したジャンルの絵画で、16世紀後半のフランドル絵画にその先例を見出すことができる。イタリア出身の画家で、スペインで制作したビセンテ・カルドゥーチョは、自身の著作『絵画問答』において、16世紀のイタリアの理想主義的で観念的な絵画と比較して、ボデゴンの卑俗な同時代性と理想化を拒む現実主義は「低俗で破廉恥極まりないもの」で、高潔な芸術を卑しい概念にまで堕落」させたと厳しく批判している。
ベラスケスは1617年、18歳の時にセビーリャで師事していた画家フランシスコ・パチェーコから画家として独立したが、ボデゴンの創始者の1人としてこの新しいジャンルを流行させたようである。しかし、それだけに上記のような批判にもさらされたのである。一方、ベラスケスの師であっただけでなく岳父でもあったパチェーコは、自身の著作『絵画芸術』において「この分野 (ボデゴン) において彼に並ぶものはいないまでに傑出した私の娘婿 (ベラスケス) のように描けば」、それは「自然の真なる模倣」として「最大の称賛に価する」と絶賛している。

## 作品
本作は、ベラスケスの最初期の作品と見なされるものである。最初期の作品としては、他にブダペスト国立西洋美術館にある『農民の昼食』と絵画館 (ベルリン) にある『3人の音楽家』が挙げられる。これらの作品については、ベラスケスの作品ではないと考える研究者もいる。資料的な裏付けがないこれらの作品は、ベラスケスのセビーリャ時代 (1618-1623年) に制作されたと思われる20点あまりの作品の中で様式的にも雰囲気的にも特異なものだからである。
ベラスケスは、自身の絵画で大量の食糧ではなく、普通の人々の倹しい食事を描いた。彼の「ボデゴン」に登場するのは、ニンニク、魚、卵、オリーブ、ナス、チーズ、自家製のワイン、少しの果物などの食品と、すり鉢、ボール、陶器の水差しなどの台所用品である。
本作は、異なった年齢の3人の人物たちの個性的な描写に注意を向けており、彼らは半身像、または4分の3の身体像で表されている。構図は人物たちの頭上からの視点で、彼らの表情豊かな顔と手、テーブルクロス、質感豊かな食べ物と飲み物を示している。特に、皺のあるテーブルクロス、ワイングラスやパン、ナイフの的確な表現には、画家がもって生まれたリアルな眼と自然主義が現れている。食卓を囲んでいるのは老人 (左側) と青年 (右側) で、背後にはワインの入ったガラス瓶を持つ、明らかに屈託のない少年が描かれている。右側の笑顔の男性は「サムズアップ」の仕草をしているようである。背後の壁には白い襟巻、革の鞄が掛けられており、右側には剣がある。
『昼食』は、ベラスケスの別の絵画『農民の昼食』 (ブダペスト国立西洋美術館) とほとんど同じである。
本作は、2019年2月2日から8月25日にアムステルダムのハート美術館で開かれた「De Schatkamer!展」の一部であった「朝食展 (The Breakfast)」に出品された。

## ギャラリー

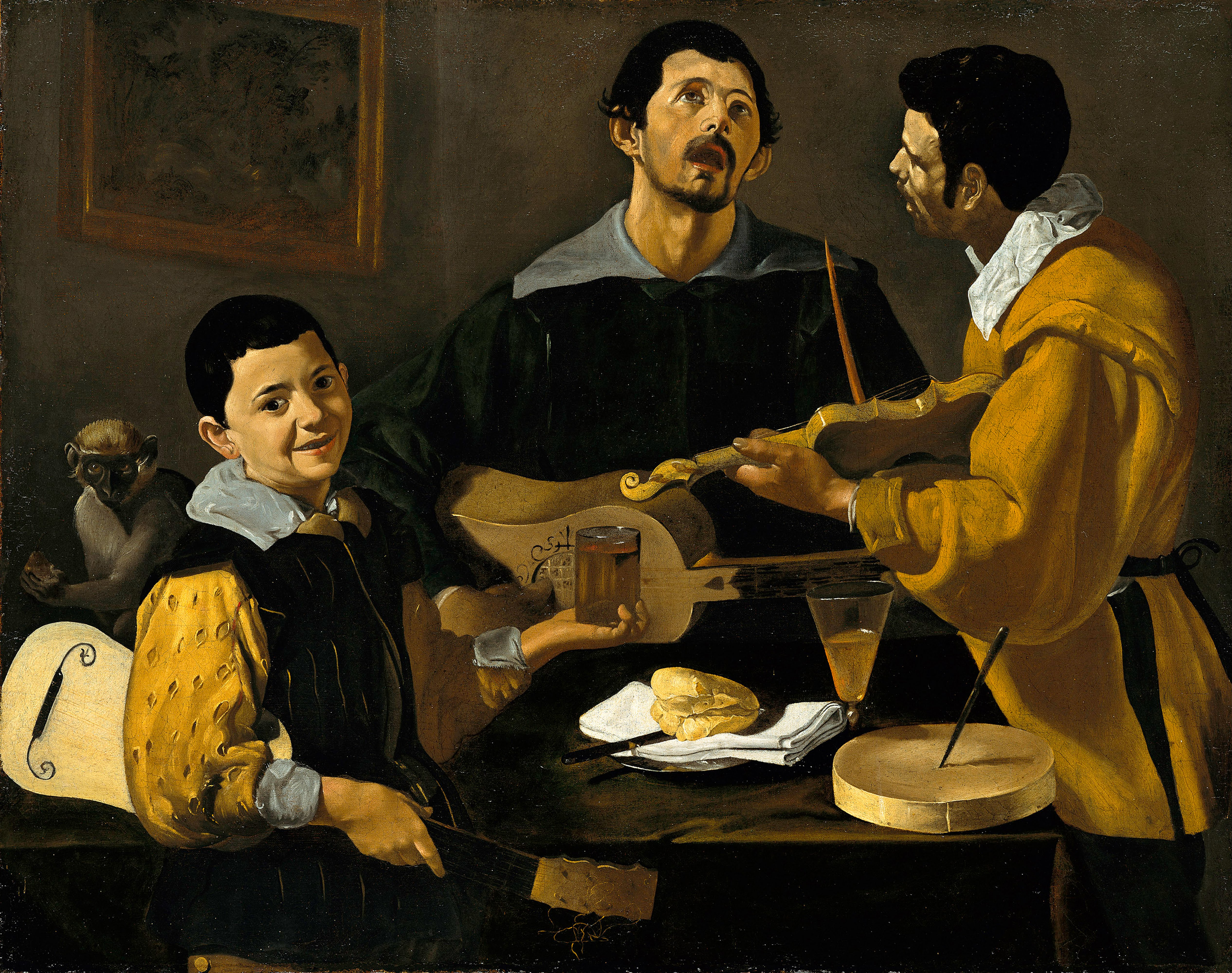
ディエゴ・ベラスケス『3人の音楽家』(1617-1618年ごろ) 96 cm × 112 cm、ベルリン絵画館
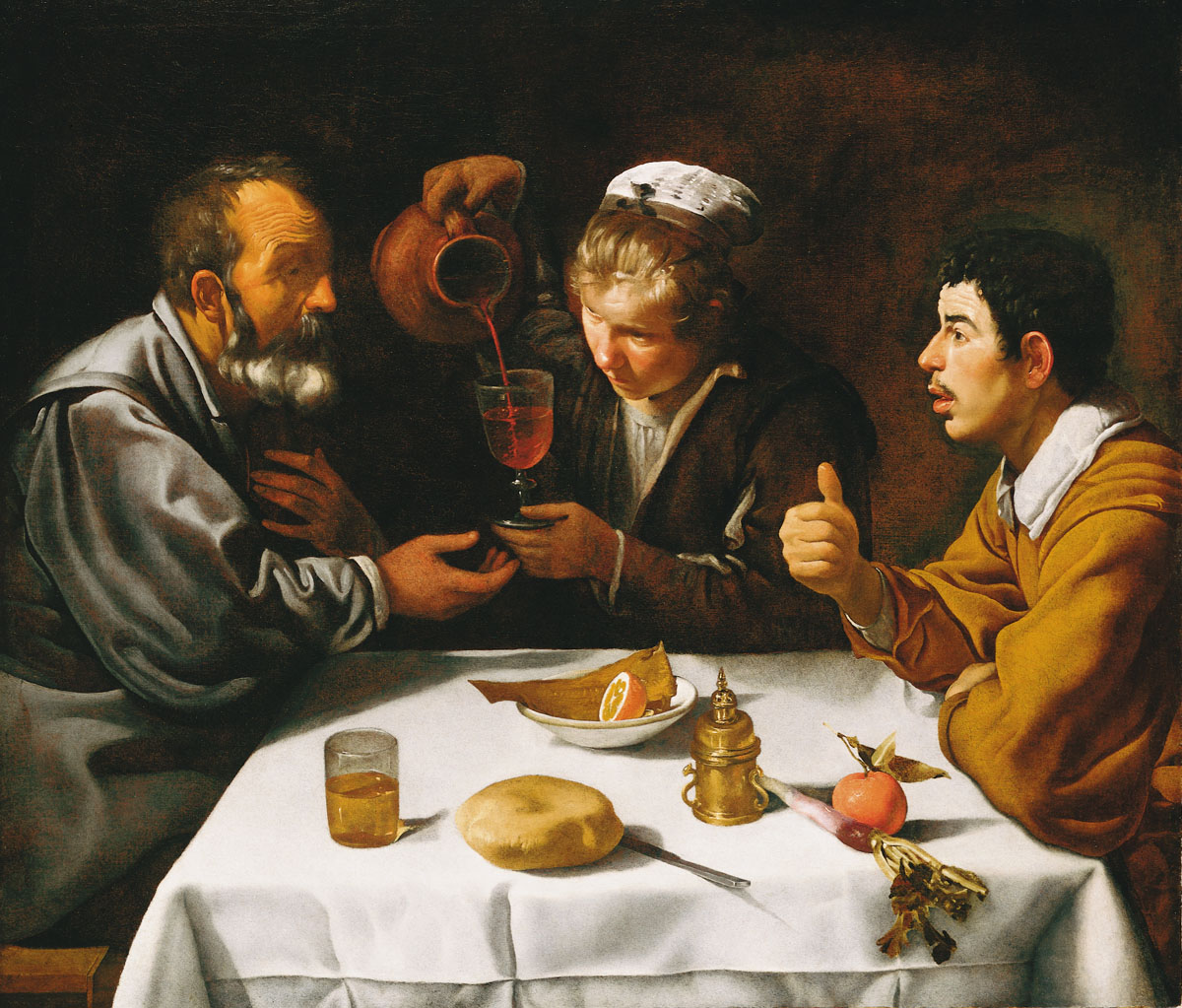
ディエゴ・ベラスケス『農民の昼食（英語版）』(1618年ごろ) 96 cm × 112 cm、ブダペスト国立西洋美術館